# Michael T. Flynn
Pour les articles homonymes, voir Michael Flynn (homonymie).
Pour l'écrivain de science-fiction américain, voir Michael F. Flynn.
Michael Thomas Flynn, né le 24 décembre 1958 à Middletown (Rhode Island), est un lieutenant-général en retraite de l’United States Army,.
Après une début de carrière militaire en relation avec des actions militaires américaines sur des territoires extérieur (Grenade, Haïti), Michael Flynn devient actif dans le renseignement en rapport avec les interventions en Afghanistan et en Irak. Il sert ensuite en tant que directeur de la Defense Intelligence Agency, commandant du Joint Functional Component Command for Intelligence, Surveillance and Reconnaissance et président du Military Intelligence Board . Avant cela il a été directeur adjoint du renseignement national. 
Il est le co-auteur d’un rapport de janvier 2010 sur le contre-espionnage et de plusieurs articles dans des revues consacrées à l’armée ou au renseignement. Un temps pressenti pour être candidat républicain à la vice-présidence des États-Unis aux côtés de Donald Trump,,,, il est nommé conseiller à la sécurité nationale dès le début de la présidence de Donald Trump mais doit démissionner le 13 février 2017 car il aurait négocié avec le pouvoir russe avant même que Trump n'entre en fonction. Flynn annonce plaider coupable puis se rétracte. Son nom réapparaît dans la presse alors que le mandat de Trump arrive à son terme : comme le pressentaient les observateurs, il est gracié par le président sortant.

## Jeunesse et études
Né à Middletown dans le Rhode Island, il est le fils de Helen Frances Andrew, qui travaille dans l’immobilier, et de Charles Francis Flynn, un banquier,. Il obtient en 1981 un baccalauréat en sciences orienté vers la gestion scientifique à l’université de Rhode Island et est diplômé avec distinction militaire du Reserve Officers Training Corps. Il obtient également un MBA en télécommunications à la Golden Gate University, une maîtrise en arts et sciences militaires au Command and General Staff College ainsi qu’une maîtrise ès lettres délivrée par le département des études de sécurité nationale et de stratégie du Naval War College.

## Carrière

### 1981 à 2001
Après s’être enrôlé dans l’armée en 1981, Michael Flynn effectue de nombreux services à Fort Bragg, en Caroline du Nord, au sein de la 82e division aéroportée, 18e corps aéroporté, Joint Special Operations Command, où il est déployé pour l’invasion de la Grenade et l’opération Uphold Democracy en Haïti. Il sert aussi au sein de la 25e division d’infanterie à Schofield Barracks (à Hawaï) et au Readiness Training Center à Fort Polk en Louisiane ainsi qu’a l’Army Intelligence Center de Fort Huachuca en Arizona.

### 2001 à 2012
Flynn devient l’assistant du chef d’état-major du XVIIIe corps aéroporté à Fort Bragg à partir de juin 2001 et directeur du renseignement de la Joint Task Force 180 en Afghanistan jusqu’en juillet 2002. Il commande la 111e brigade de renseignement militaire de juin 2002 à juin 2004.
Il est directeur du renseignement pour le Joint Special Operation Command de juillet 2004 à juin 2007 et sert en Afghanistan (opération Enduring Freedom) et en Irak (opération Iraqi Freedom). Il est directeur du renseignement au United States Central Command de juin 2007 à juillet 2008. Il devient ensuite directeur du renseignement auprès du Gal Stanley McChrystal au Joint Staff de juillet 2008 à juin 2009 avant de devenir directeur du renseignement pour la Force internationale d'assistance et de sécurité en Afghanistan en juin 2009 jusqu’en octobre 2010.
Il est promu lieutenant-général et assigné au bureau du directeur du renseignement national. Ses tâches incluent un engagement public, privé et international. Son influence initiale au sein de la communauté du renseignement US concernait les unités opérationnelles au travers de tous les services, en particulier le renseignement, la surveillance et la reconnaissance, ainsi que la technologie de l’information et l’organisation.

### Directeur de la DIA
Le 17 avril 2012, le président Barack Obama le nomme 18e directeur de la Defense Intelligence Agency, dont il prend le commandement en juillet 2012. En octobre 2012, Flynn annonce son intention de publier son rapport « VISION 2020 : Accelerating Change Through Integration », un large regard sur la façon dont doit évoluer la DIA pour faire face aux défis rencontrés par la sécurité nationale au XXIe siècle. Le rapport prévoyait de mettre l’accent sur « l’intégration, la collaboration et l’innovation inter-agences de toutes les ressources disponibles, en ne se concentrant pas seulement sur la technologie mais aussi sur le facteur humain ».
Le franc-parler de Flynn et son peu de précaution dans ses affirmations publiques lui attirent progressivement une certaine hostilité dans son entourage professionnel, qui remonte jusqu'à la hiérarchie. Le 30 avril 2014, Michael Flynn annonce sa démission qui deviendra effective durant l'été 2014, soit avec un an d’avance sur le planning projeté. Il aurait été forcé à la démission après s’être disputé avec ses supérieurs en raison du style de management chaotique et de la vision de l’agence qu’on lui reproche. Selon ce que Flynn affirme dans une de ses dernières interviews en tant que directeur de la DIA, il se sentait comme une voix solitaire en pensant qu’en 2014 les États-Unis étaient moins en sécurité face à la menace du terrorisme islamiste qu’ils ne l’étaient avant les attentats du 11 septembre 2001. Il pense qu’il a été forcé à démissionner pour avoir mis en cause le discours public de l’administration Obama qui prétend qu’Al Qaida est au bord de la défaite. Il prendra sa retraite le 7 août.

### Activités après sa retraite

#### Flynn Intel Group
Michael Flynn est le fondateur avec son fils de la Flynn Intel Group, une agence de lobbying politique,. Il compte parmi ses clients majeurs, en sus de Donald Trump (alors candidat aux primaires républicaines), le controversé président turc Recep Tayyip Erdoğan, pour le compte duquel il milite par exemple en faveur de l'extradition du dissident turc Fethullah Gülen,. Selon Politico, dans le cadre de ses activités de lobbying pour le compte de la Turquie, Flynn aurait été en contact avec deux personnes ayant des liens commerciaux en Russie. Il a également reçu dans ses bureaux de la Trump Tower le chef du parti d'extrême-droite autrichien Heinz-Christian Strache.

#### 2015: Apparition au dîner de gala de RT
En février 2015, Flynn participe à Moscou à un dîner de gala en l’honneur de RT, une chaîne de télévision d’information russe favorable au Kremlin sur laquelle il est apparu de temps à autre en tant qu’analyste après s’être retiré du service actif. Il y est assis à la même table que Vladimir Poutine. Avant le gala, il donne un discours sur les affaires mondiales. Il ressort de documents révélés en mars 2017 que Flynn aurait perçu plus de 33 000 dollars pour prendre la parole publiquement lors de cette manifestation. Selon le représentant démocrate Elijah Cummings, en acceptant de l'argent pour cette prestation Flynn aurait violé une clause constitutionnelle qui interdit aux personnes occupant des emplois publics d'accepter de l'argent de gouvernements étrangers. Selon certains analystes cette clause pourrait également s'appliquer aux officiers en retraite car ils sont susceptibles d'être rappelés au service actif. Des parlementaires notent également qu'il aurait omis de déclarer la perception de ces rétributions lors d'une demande de renouvellement de son habilitation de sécurité en 2016, ce qui constitue un crime passible de cinq années de réclusion.

#### 2016: Élections présidentielles américaines
Ayant déjà été consulté sur les questions de sécurité nationale par les candidats Carly Fiorina, Scott Walker, Ben Carson, Ted Cruz et Donald Trump, Flynn est pressenti en février 2016 pour devenir un conseiller de campagne de Trump. En juillet 2016, on envisage qu’il pourrait devenir le candidat vice-président du ticket Trump ; il confirme plus tard avoir soumis des documents ad hoc à la campagne et confirme qu’il aurait accepté sa nomination comme candidat vice-président du Parti républicain s’il avait été choisi,. Flynn était un conseiller de SCL Group, une société basée à la Virginie à Cambridge Analytica, l'entreprise d'exploration de données et d'analyse qui a travaillé avec la campagne de Trump.
En sa qualité d’intervenant notable au cours de la première soirée de la Convention républicaine de 2016, il prononce un discours que le Los Angeles Times décrit comme « incendiaire », dans lequel il déclare : « Nous sommes fatigués des discours creux d’Obama et de sa rhétorique maladroite. C'est cela qui a eu pour effet que le monde ne respecte plus la parole américaine, et ne craint plus notre puissance » ; il accuse également Obama de dissimuler les actions d’Oussama ben Laden et de l’État islamique. Il continue en critiquant le politiquement correct et se joint à la foule lorsqu’elle scande « USA ! USA ! ». Au cours de ces célébrations il déclare à l’audience « Soyez fort ! Il s’agit de notre pays, ». Au cours de son discours il se joint aussi à la foule lorsqu’elle crie « enfermez-la ! », en référence à la candidate Hillary Clinton, et déclare qu’elle devrait quitter la course à l’élection. Il répète lors d’interviews ultérieurs qu’elle devrait être « jetée en prison ». Pendant qu’il fait campagne pour Trump, Flynn désigne également Clinton sous la formule le « camp ennemi », et n'hésite pas à relayer plusieurs rumeurs sur la candidate via son compte Twitter, notamment l'« affaire » conspirationniste du Pizzagate, qui déboucha sur une attaque à main armée dans une pizzeria, ne faisant pas de victime, et contribua à isoler Flynn et surtout son fils, renvoyé de son poste dans l'équipe Trump.
À une époque, Flynn était opposé au waterboarding et d’autres techniques d’interrogation extrêmes qui sont désormais interdites ; toutefois selon un article paru en août 2016 dans le Washington Post, il aurait déclaré à un certain moment, au vu de l’apparente faveur accordée par Trump à la remise en vigueur de ces techniques, qu’« il serait réticent à retirer des options de la table ». En mai 2016, un journaliste d’Al Jazeera lui demande s’il appuierait le plan de Trump de tuer les familles des personnes suspectées de terrorisme. En réponse, Flynn déclare qu’il « devrait voir les circonstances de cette situation ».

#### 2017: Conseiller à la sécurité nationale
Des spéculations faisaient de Flynn un candidat au poste de secrétaire à la Défense ou de conseiller à la sécurité nationale dans l’administration Trump. Le 18 novembre 2016, la presse confirme qu'il sera désigné au poste de conseiller à la sécurité nationale qui ne nécessite pas d'approbation du sénat, contrairement à d'autres postes dans l'administration.
Début février 2017, la presse s'interroge sur le contenu des conversations téléphoniques qu'il a tenues avec Sergueï  Kisliak, l'ambassadeur de Russie aux États-Unis, et se demande s'il aurait pu laisser entendre que l'administration Trump accorderait une atténuation des sanctions imposées à la Russie, par l'administration Obama, en représailles aux ingérences supposées de la Russie dans l'élection présidentielle. De telles promesses constitueraient, le cas échéant, une violation du Logan Act qui interdit aux citoyens non autorisés de négocier avec un gouvernement en litige avec les États-Unis. Elles constitueraient en outre une rupture avec l'usage qui veut que durant la période de transition entre l'élection du nouveau président et son intronisation les membres de son équipe n'aient pas de contacts formels avec des gouvernements étrangers. Flynn et son entourage ainsi que le Vice-Président Mike Pence se défendent de ces accusations et expliquent que les échanges téléphoniques avaient seulement pour but de préparer une conversation téléphonique entre Donald Trump et Vladimir Poutine,,. Fin janvier 2017, Sally Yates, qui exerce par intérim les fonctions de procureur général des États-Unis informe la Maison Blanche que Flynn serait potentiellement vulnérable à un chantage russe,. Selon d'anciens employés de l'administration Obama, ce dernier aurait expliqué dès le 10 novembre 2016 à Donald Trump qu'il considérait que Flynn n'avait pas les qualités requises pour exercer les fonctions de conseiller à la sécurité nationale.
Le 13 février 2017, Flynn démissionne à la suite de nouvelles révélations sur la nature de ses conversations téléphoniques,. Il reconnaît dans sa lettre de démission avoir « par inadvertance trompé le vice-président élu (Mike Pence) et d'autres personnes par des informations incomplètes sur (ses) discussions téléphoniques avec l'ambassadeur de Russie ». Il est remplacé par interim par Joseph Kellogg, un ancien général à la retraite.
Malgré la démission de Flynn, l'histoire ressort dans les médias en mai 2017, après la révélation au New York Times que le président Donald Trump avait demandé mi-février au directeur du FBI, James Comey, d’interrompre une enquête visant Michael Flynn. Trump aurait dit au directeur du Bureau « J’espère que vous pourrez juger bon de laisser passer ça, de laisser Flynn. C’est un bon gars. C’est quelqu’un de bien. J’espère que vous pourrez laisser tomber ». Quelques semaines plus tard, le président démettait de ses fonctions ce même directeur du FBI pour des raisons peu claires.

## Enquêtes
Après sa démission du Conseil de Sécurité nationale, Flynn devient une des cibles principales de l'enquête menée par Robert Mueller, le conseiller spécial chargé de superviser l'enquête sur les possibles liens entre le gouvernement de la Russie et des personnes liées à la campagne présidentielle de Donald Trump. L'enquête porte notamment sur de potentielles infractions au Foreign Agents Registration Act, lequel oblige les citoyens américains à déclarer au ministère de la Justice les services qu'ils rendent en tant qu'agent de gouvernement étranger.
Les enquêteurs se penchent également sur le lobbying que Flynn aurait pu exercer en faveur de la Turquie pour obtenir l'extradition par les États-Unis de Fethullah Gülen, accusé par Recep Tayyip Erdoğan d'être l'instigateur de la tentative de coup d'État de 2016 en Turquie. David L. Philips rappelle que le jour de l'élection présidentielle, Flynn avait publié dans The Hill un op-ed qui faisait l'éloge d'Erdogan et demandait l'extradition de Gülen, ce qui constituait un revirement spectaculaire par rapport aux opinions qu'il avait émises auparavant sur la question.
Le 23 novembre 2017, le New York Times annonce que les avocats de Flynn ont décidé de cesser toute forme d'échanges d'informations avec les avocats de Donald Trump dans le cadre de l'enquête menée par le procureur spécial Robert Mueller. Ceci pourrait indiquer que Flynn a décidé de coopérer avec le procureur, ou que ses avocats ont entamé des négociations avec ce dernier.
Le 1er décembre 2017, le procureur spécial Robert Mueller accepte une négociation de peine avec Flynn, celui-ci plaidant coupable d'avoir « volontairement et consciemment » fait de « fausses déclarations » au FBI au sujet de deux conversations avec l'ambassadeur de Russie. En particulier, Flynn est accusé d'avoir menti en prétendant qu'il n'avait pas demandé le 29 décembre 2016 à Sergueï Kisliak que « la Russie s'abstienne de faire monter la tension en réponse aux sanctions que les États-Unis lui avaient imposées le jour-même ». Flynn reconnaît par ailleurs coopérer avec le bureau du procureur spécial dans l'enquête que mène ce dernier. La seconde conversation porterait sur une demande du Premier ministre israélien Benjamin Netanyahou qui avait demandé à l’équipe de transition Trump de faire pression sur la Russie pour voter contre une résolution de censure contre Israël, la Russie ayant néanmoins apporté son soutien à cette résolution
Le 7 mai 2020, le département de la Justice demande l’abandon des poursuites à l’encontre de Flynn, pour défaut de base légitime à l'enquête dont il a été l'objet. Après que Trump a perdu la course à la présidentielle de 2020, le nom de Flynn réapparaît dans la presse qui pense que Trump va le gracier. La grâce est effectivement annoncée par un tweet présidentiel le 25 novembre.

## Opinions politiques
Michael Flynn a longtemps été inscrit au Parti démocrate et a été élevé dans une « famille ayant un fort attachement démocrate ». Mais après sa rupture avec Barack Obama, il devient un des orateurs importants au cours de la première soirée de la Convention nationale républicaine de 2016 ainsi que l'un des principaux détracteurs d'Hillary Clinton ; dès la nomination de Donald Trump comme candidat républicain, Flynn devient l'un de ses principaux conseillers en matière de sécurité nationale, et conserve avec l'élection de celui-ci une grande proximité idéologique avec le président-élu. Au cours de la campagne électorale, il critique le Parti démocrate, en relayant notamment un tweet qui contenait un message antisémite, ce qui provoque une polémique, et pour lequel il présente rapidement des excuses.
Le 10 juillet 2016, lors d’une interview accordée à l’émission This Week, interrogé par l’animatrice Martha Raddatz au sujet de l’IVG, il déclare que « les femmes doivent pouvoir choisir, ». Le jour suivant, il déclare à Fox News être un « démocrate pro-vie ».
Après sa démission forcée du poste de conseiller à la sécurité nationale, Daniel Benjamin (en), journaliste et ancien membre du personnel du président Clinton, explique qu'au cours des dix-huit mois qui ont précédé sa nomination à ce poste Flynn a exprimé des positions qui montraient une certaine islamophobie et une diabolisation de l'Iran. Benjamin s'étonne également de son apparent revirement vis-à-vis de la Russie que Flynn décrivait encore à la mi-2016 dans un livre dont il est co-auteur, comme un allié des islamistes radicaux, au même titre que la Corée du Nord, la Chine, Cuba et le Venezuela.
Lors du Jour de l'indépendance de 2020, sa famille et lui se filment en train de prêter allégeance en tant que « soldats numériques » de QAnon.
Le 8 octobre 2022, jour du sabotage du pont de Crimée par les services ukrainiens, dans le cadre du conflit russo-ukrainien, il qualifie Volodymyr Zelensky d'« imbécile dangereux ».

## Distinctions
Les distinctions non militaires de Flynn comprennent la National Intelligence Distinguished Service Medal et la National Security Agency Distinguished Service Medal. En tant que soldat, il s’est vu attribuer la Defense Distinguished Service Medal, la Defense Superior Service Medal (avec deux feuilles de chêne, la Legion of Merit, la Bronze Star Medal (avec trois feuilles de chêne), la Meritorious Service Medal (avec cinq feuilles de chêne), la Joint Service Commendation Medal, la Commendation Medal (avec cinq feuilles de chêne) ainsi que plusieurs médailles de service et de campagnes. Il a aussi gagné le Ranger Tab, le Master Parachutist Badge et le Joint Staff Identification Badge.
Il est aussi titulaire de la Ellis Island Medal of Honor et du Association of Special Operations Professionals Man of he Year award.
Il est docteur honoris causa de l’Institute of World Politics à Washington D.C..

## Publications
- (en) Michael T. Flynn et Michael Ledeen, The Field of Fight: How We Can Win the Global War Against Radical Islam and Its Allies, St. Martin’s Press, 2016 (ISBN 1250106222)

### Vidéographie
- Vidéo hagiographique consacrée au Géneral Flynn faite pour le gala de la AMPFest 2021 (évènement politique de soutien au parti républicain et à la droite américaine), organisé par l'AMP (groupe American Priority soutenant le président Trump)